# Joseph Lavielle
Pierre Joseph Lavielle (Peyrehorade, 3 marzo 1873 – Bordeaux, aprile 1936) è stato un ginnasta francese.
Partecipò ai Giochi olimpici del 1900 di Parigi nella gara degli esercizi combinati dove arrivò dodicesimo con 270 punti.